# Torsås
Torsås est une localité de Suède dans la commune de Torsås, dont elle est le chef-lieu, située dans le comté de Kalmar.
Sa population était de 2 034 habitants en 2019.
Ses armoiries représentent le Mjöllnir, le marteau de Thor, dieu de la foudre et du tonnerre issu de la mythologie nordique.